# 금주 운동

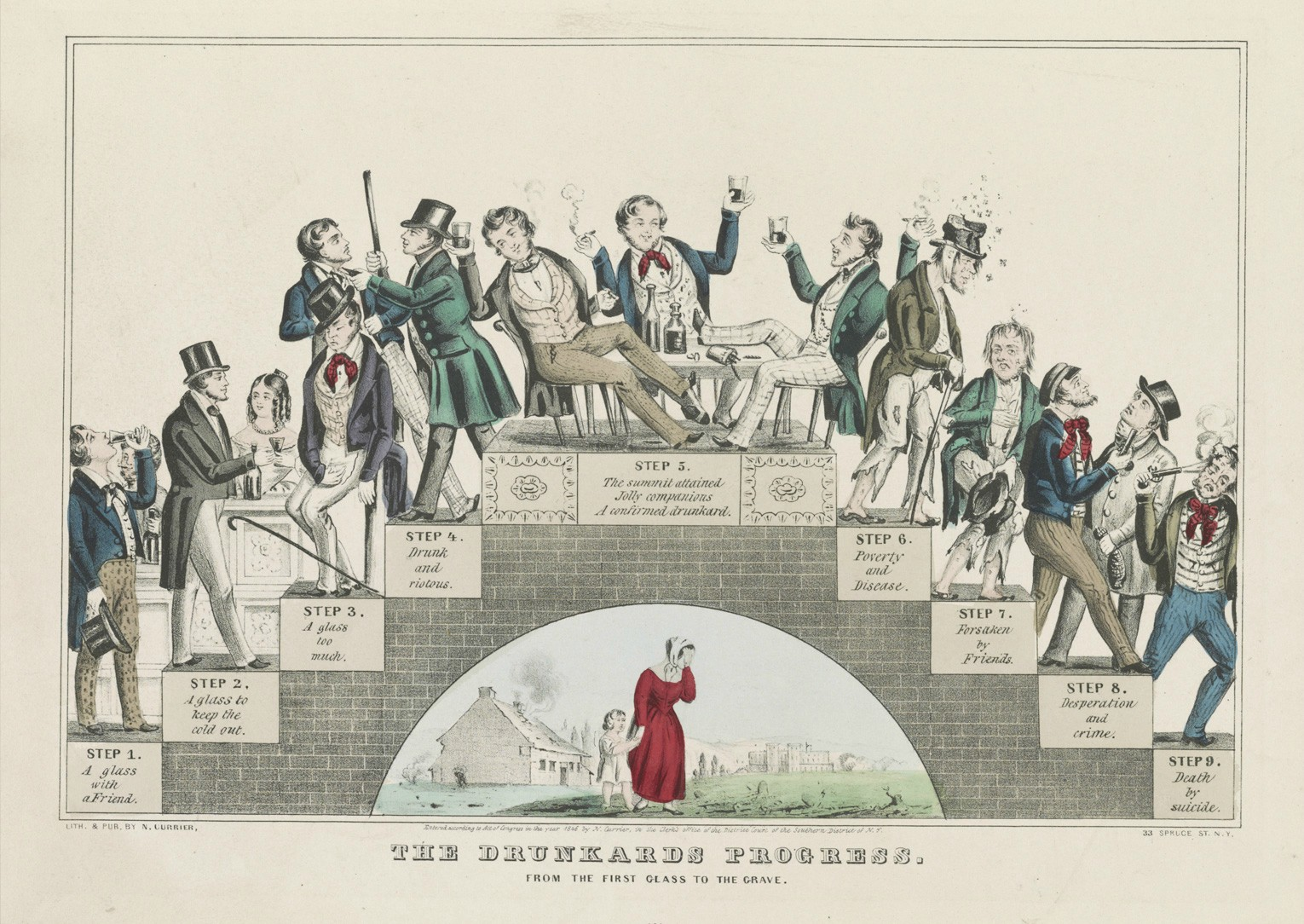

금주 운동(Temperance movement)은 공동체 내부 또는 사회 전체가 소비하는 주류, 알코올의 양을 줄이려고 하거나 없애려는 운동이다. 주류의 생산과 소비 자체를 전면적으로 금지하려고하는 경우도 있다. 금주 운동의 동기는 운동 마다 여러가지이며, 정치적 이유와 종교적인 이유 등이 있다. 정치적 이유로는 알코올에 의한 건강에 해를 줄이자는 것, 특히 사회 개혁과 사회 복지의 일환으로 노동자와 농민 등의 계층에서 일어나는 다양한 문제를 알코올에 의한 것으로 보고 가정이나 사회의 황폐를 막으려는 것, 가정과 사회의 불필요한 지출을 줄이자는 것 등이 있고, 다른 한편으로는 기독교와 이슬람교 등 종교의 신념에 근거한 것 등이 있다.

## 같이 보기
- 절대금주주의